# Cièr de Luishon
Cièr de Luishon (francès Cier-de-Luchon) és un municipi de Comenge, a Gascunya, situat al departament de l'Alta Garona i a la regió d'Occitània.